# Ostrówek (Sokołów)
Pour les articles homonymes, voir Ostrówek.
Ostrówek [ɔsˈtruvɛk] est un village polonais de la gmina de Repki dans le powiat de Sokołów et dans la voïvodie de Mazovie, au centre-est de la Pologne.